# Чумні пси (фільм)
«Чумні пси» (англ. The Plague Dogs) — анімаційний науково-фантастичний пригодницький драматичний фільм 1982 року режисера та продюсера Мартіна Розена, що був заснований на однойменному романі британського письменника Річарда Адамса 1977 року. Мартін Розен також зняв екранізацію іншого роману Адамса — «Небезпечні мандри». Фільм «Чумні пси» зняла компанія Nepenthe Productions; у США його випустили Embassy Pictures, а у Великій Британії — United Artists. Спочатку фільм вийшов у США без рейтингу, але для DVD-релізу його було переоцінено MPAA на PG-13 через такі дорослі теми, як жорстоке поводження з тваринами, сцени насильства та емоційно важкі сцени. «Чумні пси» — перший несімейний анімаційний фільм студії MGM і перший повнометражний анімаційний фільм для дорослих.
У центрі сюжету фільму — історія двох собак, на ім'я Роуф і Сниттер, які тікають з дослідницької лабораторії у Великій Британії. У процесі оповіді фільм висвітлює жорстокість проведення вівісекції та досліджень на тваринах заради власної вигоди (хоча Розен каже, що це не фільм проти вівісекції, а пригодницька стрічка).

## Акторський склад
- Джон Герт — Сниттер
- Крістофер Бенджамін — Роуф
- Джеймс Болам — лис
- Найджел Гоуторн — доктор Бойкотт
- Воррен Мітчелл — Гаррі Тайсон / Веґ
- Бернард Гептон — Стівен Поувелл
- Браян Стайрнер — асистент у лабораторії
- Пенелопа Лі — Лінн Драйвер
- Джоффрі Меттьювс — фермер
- Барбара Лей-Гант — дружина фермера
- Джон Беннетт — Дон
- Джон Франклін-Роббінс — Денніс Вільямсон
- Білл Мейнард — редактор
- Малкольм Терріс — Роберт Ліндсі
- Джуді Джісон — пекінес
- Філіп Лок — держслужбовець
- Браян Спінк — держслужбовець
- Тоні Чарч — держслужбовець
- Ентоні Валентайн — держслужбовець
- Вільям Лукас — держслужбовець
- Денді Ніколс — Філліс Доусон
- Розмарі Ліч — Вера Доусон
- Патрік Стюарт — мер Джон Одрі